# Église Unie de Sion
L'Église Unie de Sion (anglais : United Zion Church) est une dénomination chrétienne des River Brethren avec des racines dans l'Église Mennonite et le mouvement piétiste radical. 

## Histoire
Un groupe de chrétien protestant anabaptiste créèrent les River Brethren vers 1778 en Pennsylvanie. Ils étaient alors un groupe de frères près de la rivière Susquehanna qui s'étaient séparés des Mennonites. Comme ces groupes de frères étaient souvent nommés d'après leur emplacement, ils furent appelés River Brethren. La majorité des églises descendant des River Brethren sont connues sous le nom d'Église des Frères en Christ.
L'évêque Matthias Brinser fut exclu des River Brethren en 1855, et il organisa ses disciples en un groupe séparé, initialement connu sous le nom d'Enfants Unis de Sion. La raison de l'exclusion de Brinser et de ses disciples était qu'il les avait conduits à construire une maison de culte. L'église fut incorporée sous le nom d'Église Unie de Sion en 1954. Leur doctrine et leurs pratiques sont similaires à celles de l'Église des Frères en Christ. L'organisation de l'église permet de régler les questions fondamentales lors de la conférence de district, la conférence générale étant le niveau le plus élevé de l'autorité ecclésiastique.
L'église compte moins de 1 000 membres dans 13 congrégations réparties dans trois comtés de Pennsylvanie. Il existe également deux églises à l'étranger, situées à Santiago, au Chili. Ces églises ont commencé comme une seule implantation en 1988 dans la banlieue de Maipú à Santiago. Cette église a localement reçu le nom de Fuente de Vida.